# Схардам
Схардам (нід. Schardam) — село в нідерландській провінції Північна Голландія, на узбережжі Маркермера. Входить до муніципалітету Едам-Волендам.
Його площа становить 2,68 км², а населення станом на 2021 рік складало 120 осіб.
Перша згадка про населений пункт датується 1319 роком.
До 1854 року мало статус окремого муніципалітету.

## Галерея

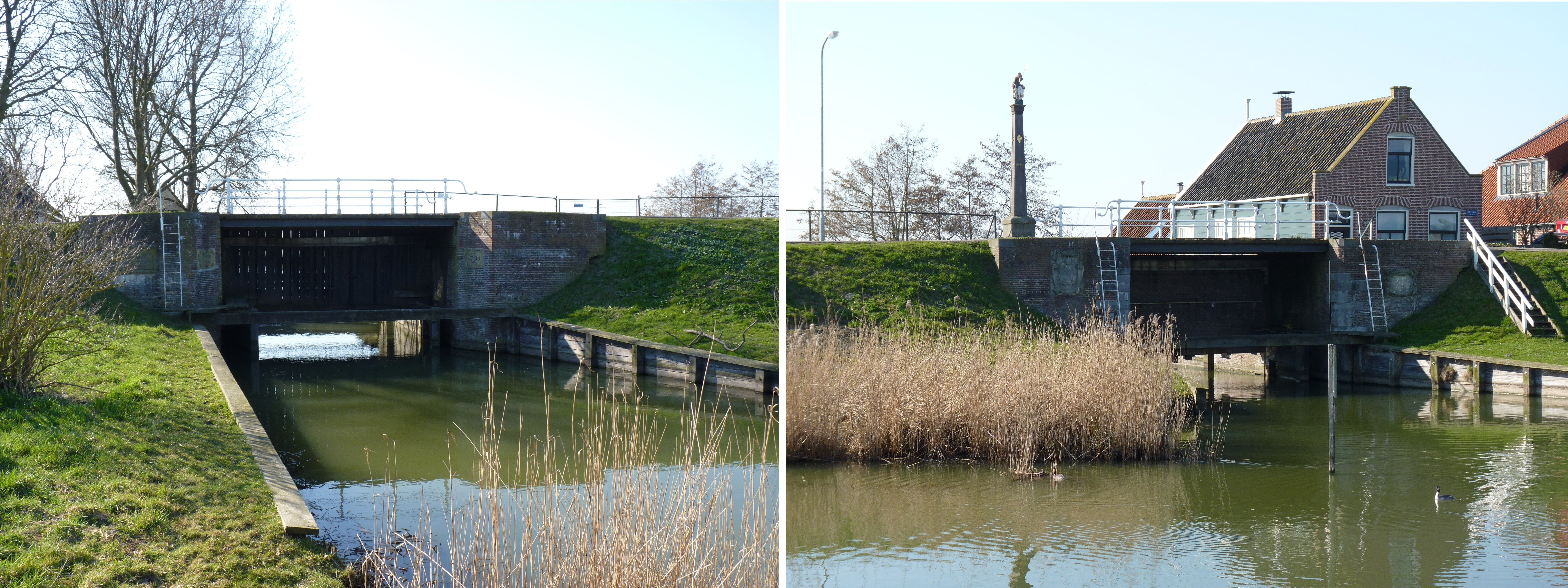
Шлюзи на каналі в Схардамі
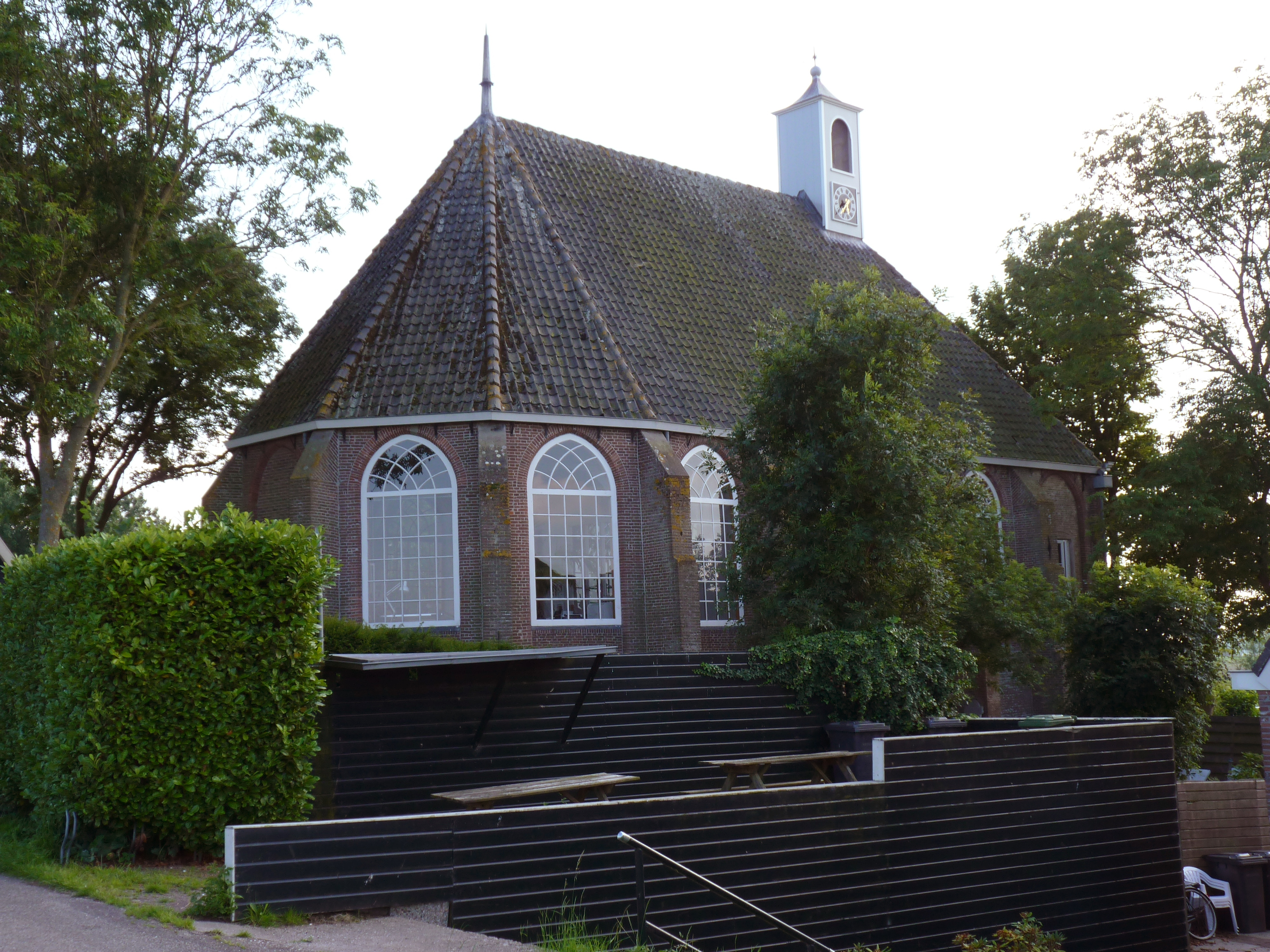
Церква у селі
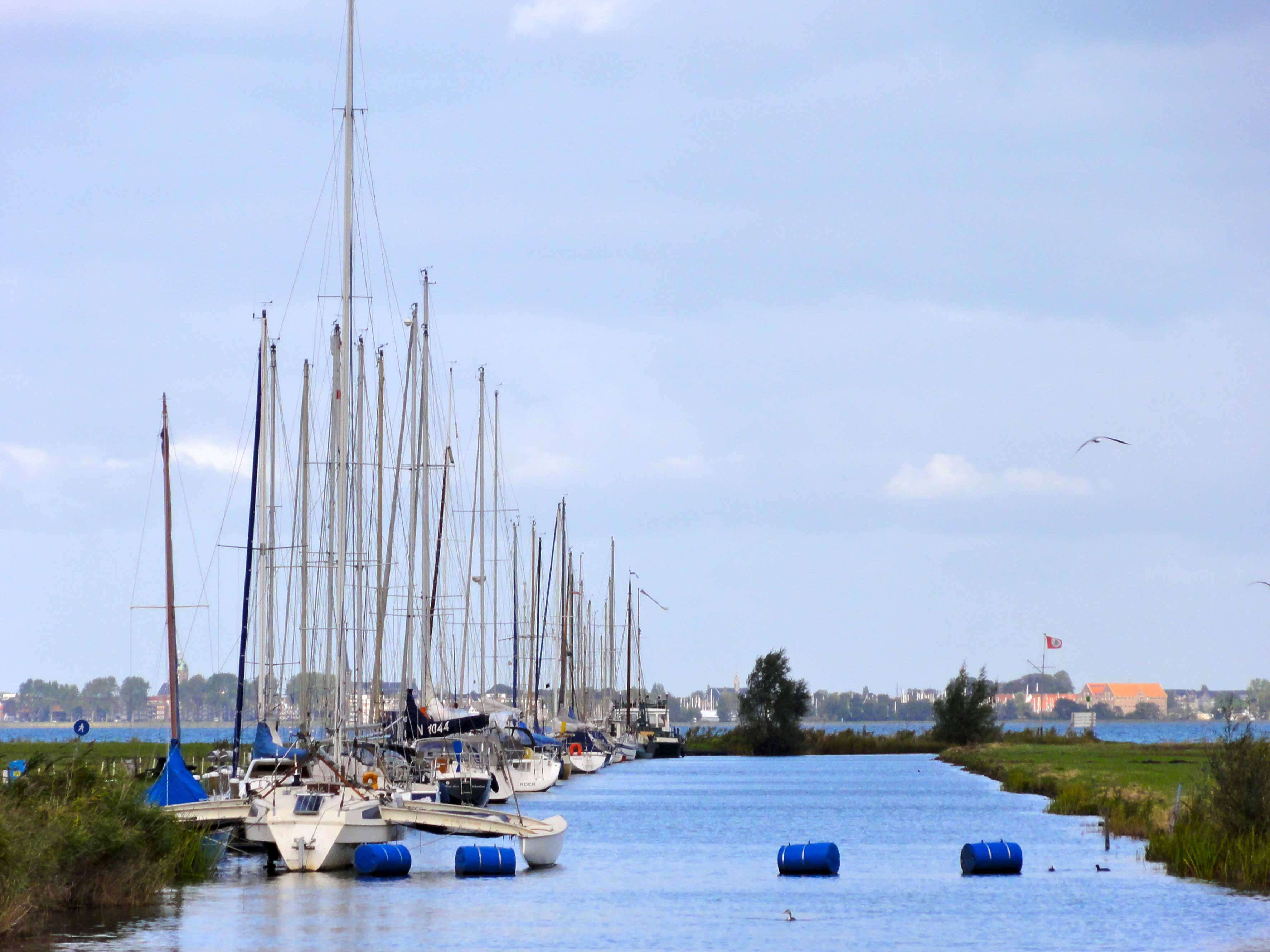
Марина Схардама